# Coreaú (kommun)
Coreaú är en kommun i Brasilien.   Den ligger i delstaten Ceará, i den östra delen av landet, 1 600 km nordost om huvudstaden Brasília. Antalet invånare är 22 018.
Följande samhällen finns i Coreaú:
- Coreaú

Omgivningarna runt Coreaú är huvudsakligen savann. Runt Coreaú är det glesbefolkat, med 18 invånare per kvadratkilometer.